# Radio 1476
Radio 1476 - dawna stacja radiowa należąca do ORF.
Stacja radiowa istniała w latach 1997-2009.
Nadawała na falach średnich, na częstotliwości AM 1476 kHz (stąd nazwa). 
1 stycznia 2009, stacja radiowa zaprzestała emisji swojego programu na falach średnich i została przekształcona w internetowe radio przeznaczone dla studentów i imigrantów o nazwie Ö1 Campus.